# Abd al-Hamid as-Sarradż
Abd al-Hamid as-Sarradż (arab. عبد الحميد السراج) (ur. 1925, zm. 25 września 2013 w Kairze) – syryjski wojskowy i polityk. W latach 1958–1961, jako minister spraw wewnętrznych Prowincji Północnej Zjednoczonej Republiki Arabskiej oraz szef służb bezpieczeństwa, był faktycznie najpotężniejszą osobą w Syrii i zarządzał nią w porozumieniu z prezydentem Egiptu Gamalem Abdel Naserem.

## Życiorys

### Edukacja i wczesna działalność

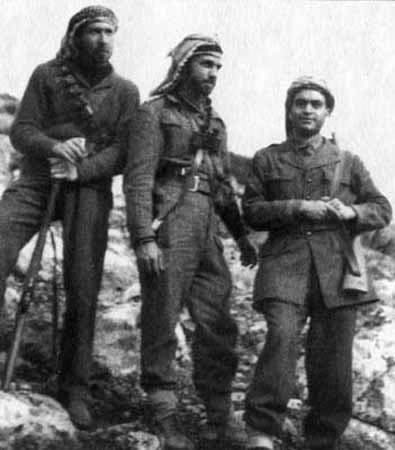
Sarradż (w środku) na froncie wojny z Izraelem, 1948

Ukończył Akademię Wojskową w Hims, po czym podjął służbę jako oficer we francuskiej żandarmerii, w której pozostawał do opuszczenia przez Francuzów terytorium mandatowego Syrii i Libanu i ustanowienia Republiki Syryjskiej. Walczył jako ochotnik w I wojnie izraelsko-arabskiej. W czasie wojny poznał Husniego az-Za’ima, szefa sztabu armii syryjskiej. Gdy ten ostatni dokonał w marcu 1949 zamachu stanu i ogłosił się dyktatorem, as-Sarradż znalazł zatrudnienie jako jeden z jego osobistych ochroniarzy. Nie zdołał jednak uratować az-Za’ima przed zamachem stanu al-Hinnawiego, w czasie którego został on obalony, a następnie rozstrzelany. As-Sarradż był podejrzewany o udział w przygotowaniach do przewrotu.

### Na czele syryjskiego wywiadu
Wziął udział w zamachu stanu Adiba asz-Sziszaklego w 1951. On też mianował go zastępcą attaché wojskowego w Egipcie. Po obaleniu asz-Sziszaklego w 1954, dzięki pomocy szefa sztabu Szaukata Szukajra, stanął na czele głównej syryjskiej agencji wywiadu. Od połowy lat 50. XX wieku był przekonanym naserystą.
W 1954 zastępca szefa sztabu, pułkownik Adnan al-Maliki, został zamordowany przez członka Syryjskiej Partii Socjal-Nacjonalistycznej, zwalczającej polityków i wojskowy proegipskich. As-Sarradż odegrał znaczącą rolę w śledztwie prowadzonym w sprawie zabójstwie, m.in. dzięki jego zabiegom partia, z której wywodził się zamachowiec, została zdelegalizowana, a jej przywódcy uwięzieni. Jeden z nich, Hasan Dżadid, został zamordowany w Bejrucie najprawdopodobniej z inspiracji as-Sarradża. W 1957 as-Sarradż wykrył inspirowany przez Irak spisek wymierzony przeciwko prezydentowi Syrii Szukriemu al-Kuwatliemu. W tym samym czasie wywiady amerykański i brytyjski rozważały zorganizowanie w Syrii działań sabotażowych, które następnie posłużyłyby za pretekst do interwencji tureckiej, jordańskiej lub irackiej. W toku tych działań rozważano organizację zamachów na lidera Komunistycznej Partii Syrii Chalida Bakdasza, szefa sztabu Sił Zbrojnych Syrii gen. Afifa al-Bizriego i właśnie as-Sarradża. Uważano za głównych inspiratorów polityki zagranicznej Syrii, a tę interpretowano jako postępujące zbliżenie ze Związkiem Radzieckim.
Autorytet as-Sarradża wśród młodszych oficerów syryjskich, jego osobowość i talent do pracy policyjnej, jak również oddanie naseryzmowi sprawiło, że z czasem kierowane przez niego biuro wywiadu stało się centrum naserowskiej propagandy w Syrii. As-Sarradż w miarę możliwości eliminował z sił zbrojnych wojskowych o poglądach innych niż jego własne. W czasie kryzysu sueskiego bez zgody przełożonych polecił zniszczyć przebiegające przez Syrię elementy brytyjskiego gazociągu i przekonał prezydenta al-Kuwatliego, by odwołał z kraju brytyjskiego ambasadora. W latach 1956–1958 as-Sarradż brał udział w opracowywaniu planów nieudanych zamachów na czterech niechętnych Gamal Abdel Naserowi przywódców arabskich: premiera Iraku Nuriego as-Sa’ida, króla Jordanii Husajna, króla Arabii Saudyjskiej Abd al-Aziza ibn Su’uda oraz prezydenta Libanu Kamila Szamuna. Z czasem as-Sarradż zyskiwał coraz bardziej złą sławę, jego samego i podwładnych oskarżano o stosowanie tortur wobec więźniów. Jego wpływy w korpusie oficerskim równocześnie wzrosły na tyle, że gdy w 1957 prezydent al-Kuwatli i minister obrony Chalid al-Azm zamierzali pozbawić go stanowiska, wojskowi zagrozili otwartym buntem.

### Zjednoczona Republika Arabska
Po powstaniu Zjednoczonej Republiki Arabskiej as-Sarradż stał się najpotężniejszą osobą w syryjskiej części nowego państwa (Prowincji Północnej). Z woli Abdel Nasera, prezydenta republiki, został ministrem spraw wewnętrznych Prowincji Północnej i udzielił mu praktycznie nieograniczonych pełnomocnictw. Szczególnym obiektem represji ze strony as-Sarradża stała się Komunistyczna Partia Syrii (chociaż dawniej był jej sympatykiem), jednak minister zwalczał również wszystkie pozostałe niezwiązane z naseryzmem organizacje polityczne. Do 1961 władza as-Sarradża wzrosła do tego stopnia, że sam Abdel Naser zaczął obawiać się jego wpływów, toteż odebrał mu stanowisko ministerialne i uczynił go wiceprezydentem Zjednoczonej Republiki Arabskiej; stanowisko to było wyłącznie ceremonialne. Aby utrwalić własną kontrolę nad Prowincją Północną, Abdel Naser skierował do niej swojego towarzysza z ruchu Wolnych Oficerów, marszałka Abd al-Hakima Amira. As-Sarradż usiłował walczyć o dotychczasową pozycję, liczył, że w konflikcie z Amirem Naser weźmie jego stronę, pomylił się jednak. 26 września 1961 as-Sarradż został zdymisjonowany ze wszystkich stanowisk. Abdel Naser doprowadził również do zwolnienia więźniów politycznych i usunięcia ze stanowisk państwowych osób związanych z obalonym szefem służb.

### Po upadku ZRA
Dwa dni po zwolnieniu as-Sarradża doszło do zamachu stanu pod dowództwem Abd al-Karima an-Nahlawiego, którego skutkiem był upadek Zjednoczonej Republiki Arabskiej. Były minister spraw wewnętrznych został aresztowany i miał stanąć przed sądem jako zbrodniarz wojenny. W maju 1962 dzięki pomocy Nasera. zdołał zbiec z Syrii i osiadł w Bejrucie, gdzie uniknął śmierci w zamachu zorganizowanym przez aktywistę Syryjskiej Partii Socjal-Nacjonalistycznej. Przeniósł się wówczas do Egiptu, gdzie porozumiał się z Naserem i otrzymał prawo stałego pobytu, a następnie został kierownikiem krajowego systemu ubezpieczeń społecznych, którą to funkcję wykonywał także za prezydentury Anwara as-Sadata. W Kairze pozostał do końca życia.